# Alta Vášová
Alta Vášová (ur. 27 maja 1939 w Sewiuszu) – słowacka prozaik, scenarzystka, autorka literatury dla dzieci i młodzieży.
Jest laureatką prestiżowej słowackiej nagrody literackiej Anasoft litera (za książkę Ostrovy nepamäti). 
Postanowieniem Prezydenta Słowacji z dnia 1 stycznia 2018 została odznaczona Orderem Ľudovíta Štúra II klasy. 

## Twórczość

### Proza
- 1970 – Zaznamenávanie neprávd
- 1972 – Miesto, čas, príčina
- 1979 – Po
- 1982 – V záhradách
- 1992 – Sviatok neviniatok
- 1995 – Úlety
- 1995 – Osudia
- 1997 – Natesno
- 2008 – Ostrovy nepamäti

### Proza dla dzieci i młodzieży
- 1978 – Veľkáčky
- 1981 – Blíženci z Gemini
- 1984 – 7,5 stupňa Celzia
- 1988 – Niekto ako ja
- 1991 – Pán Puch
- 1992 – Lelka zo sekretára

### Scenariusze
- 1969 – Román o base
- 1970 – Sladké hry minulého leta
- 1975 – Peniaze alebo život
- 1977 – Cyrano z predmestia
- 1979 – Ako lístie jedného stromu
- 1979 – Odveta
- 1981 – Neberte nám princeznú
- 1988 – Niekto ako ja